# كاتدرائية كنيسة المسيح (واترفورد)

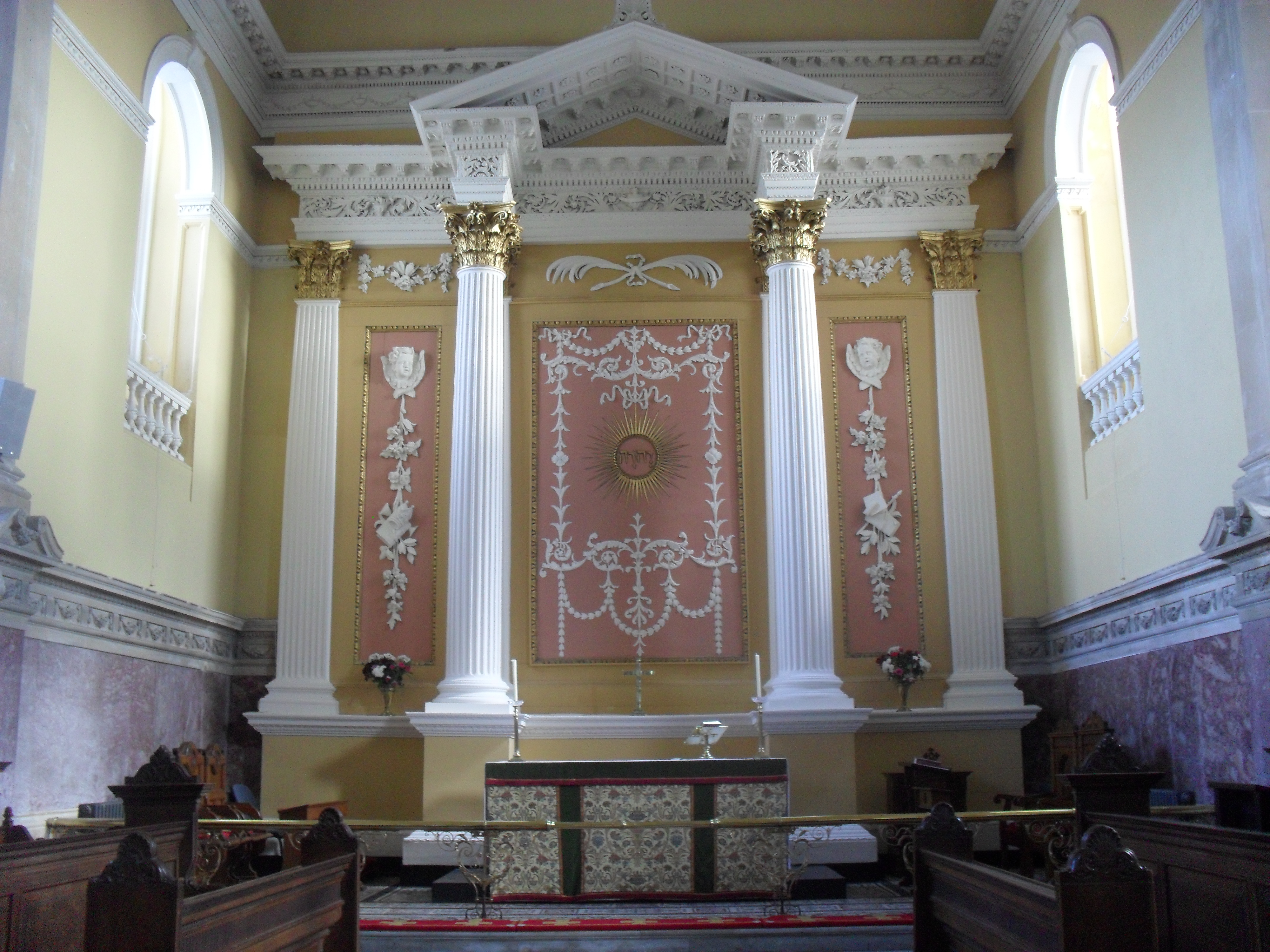
مذبح الكاتدرائية وخلفه اسم "يهوه" (التتراجراماتون).

كاتدرائية كنيسة المسيح، أو كاتدرائية الثالوث الأقدس كاتدرائية تابعة لكنيسة أيرلندا في مدينة واترفورد ، أيرلندا . تتبع الكاتدرائية مقاطعة دبلن الكنسية . كانت في السابق كاتدرائية أبرشية وترفورد، وهي الآن واحدة من ست كاتدرائيات في أبرشيات كاشيل وأوسوري المتحدة .

## التاريخ الكنسي
بنيت أول كنيسة في الموقع في القرن الحادي عشر. في عام 1170 تزوج ريتشارد دي كلير، إيرل بيمبروك الثاني (الملقب "سترونجبو") وأيفه ني ديرميت في تلك الكنيسة. في عام 1210، بنيت مكانها كاتدرائية قوطية. بعد الإصلاح البروتستانتي، أصبحت الكاتدرائية تتبع الكنيسة البروتستانتية، مما اضطر أتباع الكنيسة الرومانية الكاثوليكية على العبادة في أماكن أخرى.
في القرن الثامن عشر، أوصت مؤسسة المدينة الأسقف بتشييد مبنى جديد. صمم المبنى الجديد المهندس المعماري جون روبرتس، الذي صمم أيضًا الكاتدرائية الكاثوليكية ومعظم مدينة واترفورد الجورجية.
أثناء هدم الكاتدرائية القديمة، اكتشفت مجموعة من الملابس الدينية التي تعود إلى العصور الوسطى في عام 1773. قدمها الأسقف الأنجليكاني آنذاك، القس ريتشارد شينيفكس، إلى نظيره الكاثوليكي القس بيتر كريغ. وهي الآن محفوظة في متحف الكنوز في واترفورد وفي المتحف الوطني في دبلن.
وقد وصف المؤرخ المعماري مارك جيروارد المبنى الحالي بأنه أفضل مبنى كنسي يعود إلى القرن الثامن عشر في أيرلندا.